# السماحة
السَّمَاحَة لغةً من مادة (سمح) تدل على سلَاسةٍ وَسُهولةٍ. والمسامَحة: المساهَلة، وسمح بكذا يسمح سُمُوحًا وسَماحه: جاد وأعطى، أو وافق على ما أريد منه.
السَّمَاحَة في الاصطلاح تطلق على معنيين اثنين:
- الأول: (بذل ما لا يجب تفضلًا)
- الثاني: (في معنى التَّسامح مع الغير، في المعاملات المختلفة، ويكون ذلك بتيسير الأمور، والملاينة فيها، التي تتجلى في التيسير وعدم القهر).[2]

## السماحة في القرآن
- قال الله تعالى:﴿خُذِ الْعَفْوَ وَأْمُرْ بِالْعُرْفِ وَأَعْرِضْ عَنِ الْجَاهِلِينَ ۝١٩٩﴾ [الأعراف: 199].

قال السعدي: (هذه الآية جامعة لحسن الخلق مع النَّاس، وما ينبغي في معاملتهم، فالذي ينبغي أن يعامل به النَّاس، أن يأخذ العفو، أي: ما سمحت به أنفسهم، وما سهل عليهم من الأعمال والأخلاق... ويتجاوز عن تقصيرهم، ويغض طرفه عن نقصهم).
- قال تعالى: ﴿فَبِمَا رَحْمَةٍ مِنَ اللَّهِ لِنْتَ لَهُمْ وَلَوْ كُنْتَ فَظًّا غَلِيظَ الْقَلْبِ لَانْفَضُّوا مِنْ حَوْلِكَ فَاعْفُ عَنْهُمْ وَاسْتَغْفِرْ لَهُمْ وَشَاوِرْهُمْ فِي الْأَمْرِ فَإِذَا عَزَمْتَ فَتَوَكَّلْ عَلَى اللَّهِ إِنَّ اللَّهَ يُحِبُّ الْمُتَوَكِّلِينَ ۝١٥٩﴾ [آل عمران: 159].

نفى الله في هذه الآية عن رسوله الفظاظة، وغلظ القلب، يقول السعدي: (أي: برحمة الله لك ولأصحابك، منَّ الله عليك أن ألنت لهم جانبك، وخفضت لهم جناحك، وترققت عليهم، وحسنت لهم خلقك، فاجتمعوا عليك وأحبوك، وامتثلوا أمرك. وَلَوْ كُنتَ فَظًّا أي: سيئ الخلق غَلِيظَ الْقَلْبِ، لاَنفَضُّواْ مِنْ حَوْلِكَ لأنَّ هذا يُنفرهم ويبغضهم لمن قام به هذا الخلق السيِّئ).
- وقال تعالى: ﴿وَإِنْ طَلَّقْتُمُوهُنَّ مِنْ قَبْلِ أَنْ تَمَسُّوهُنَّ وَقَدْ فَرَضْتُمْ لَهُنَّ فَرِيضَةً فَنِصْفُ مَا فَرَضْتُمْ إِلَّا أَنْ يَعْفُونَ أَوْ يَعْفُوَ الَّذِي بِيَدِهِ عُقْدَةُ النِّكَاحِ وَأَنْ تَعْفُوا أَقْرَبُ لِلتَّقْوَى وَلَا تَنْسَوُا الْفَضْلَ بَيْنَكُمْ إِنَّ اللَّهَ بِمَا تَعْمَلُونَ بَصِيرٌ ۝٢٣٧﴾ [البقرة: 237].

يقول فيها ابن عاشور في تفسيره: (ومعنى كون العفو) أقرب للتقوى، أنَّ العفو أقرب إلى صفة التقوى من التمسك بالحق؛ لأن التمسك بالحق لا ينافي التقوى، لكنه يؤذن بتصلب صاحبه وشدته، والعفو يؤذن بسماحة صاحبه ورحمته، والقلب المطبوع على السَّمَاحَة والرَّحْمَة أقرب إلى التقوى، من القلب الصلب الشديد؛ لأنَّ التقوى تقرب بمقدار قوَّة الوازع، والوازع شرعي وطبيعي، وفي القلب المفطور على الرَّأفة والسَّمَاحَة، لين يزعه عن المظالم والقساوة، فتكون التقوى أقرب إليه؛ لكثرة أسبابها فيه).
- وقال تعالى: ﴿وَإِنْ كَانَ ذُو عُسْرَةٍ فَنَظِرَةٌ إِلَى مَيْسَرَةٍ وَأَنْ تَصَدَّقُوا خَيْرٌ لَكُمْ إِنْ كُنْتُمْ تَعْلَمُونَ ۝٢٨٠﴾ [البقرة: 280].

يقول عبد الرحمن الميداني في هذه الآية (وجَّه الله الدائنين إلى التيسير على المدينين المعسرين، فعلَّمهم الله بذلك سماحة النفس، وحسن التغاضي عن المعسرين).

## السماحة في السنة
روي عن جابر بن عبد الله أن رسول اللّه ﷺ قال: 
| السماحة | رحم الله رجلًا سمحًا إذا باع، وإذا اشترى، وإذا اقتضى. | السماحة |

قال المناوي: (... «رحم الله عبدًا» دعاء أو خبر، وقرينة الاستقبال المستفاد من «إذا» تجعله دعاء. «سَمْحًا» أي جوادًا أو متساهلًا، غير مضايق في الأمور، وهذا صفة مشبَّهة تدل على الثبوت؛ ولذا كرر أحوال البيع والشراء والتقاضي، حيث قال: «إذا باع، سمحًا إذا اشترى، سمحًا إذا قضى». أي وفَّى ما عليه بسهولة. «سمحًا إذا اقتضى» أي طلب قضاء حقه، وهذا مسوق للحث على المسامحة في المعاملة، وترك المشاححة والتضييق في الطلب، والتَّخلُّق بمكارم الأخلاق، وقال القاضي: رتَّب الدعاء على ذلك؛ ليدل على أنَّ السهولة والتسامح سبب لاستحقاق الدعاء، ويكون أهلًا للرحمة والاقتضاء والتقاضي، وهو طلب قضاء الحق).
وقال ابن بطال: (فيه الحضُّ على السَّمَاحَة، وحسن المعاملة، واستعمال معالي الأخلاق ومكارمها، وترك المشاحة والرقة في البيع، وذلك سبب إلى وجود البركة فيه؛ لأن النَّبي  لا يحض أمته إلا على ما فيه النفع لهم، في الدنيا والآخرة).
روي عن عبد الله بن مسعود أن رسول اللّه ﷺ قال: 
| السماحة | (ألا أخبركم بمن يحرم على النار أو بمن تحرم عليه النار؟ على كل قريب هيِّن سهل). | السماحة |

قال القاري: (أي: تحرم على كل سهل طلق حليم، ليِّن الجانب، قيل: هما يطلقان على الإنسان بالتثقيل والتخفيف. «قريب» أي: من النَّاس بمجالستهم في محافل الطاعة، وملاطفتهم قدر الطاعة. «سهل» أي: في قضاء حوائجهم، أو معناه أنَّه سمح القضاء، سمح الاقتضاء، سمح البيع، سمح الشراء).
قال ابن تيمية: (وأما السَّمَاحَة والصبر، فخلقان في النفس. قال تعالى: (وَتَوَاصَوْا بِالصَّبْرِ وَتَوَاصَوْا بِالْمَرْحَمَةِ) [البلد: 17] وهذا أعلى من ذاك، وهو أن يكون صبَّارًا شكورًا، فيه سماحة بالرَّحْمَة للإنسان، وصبر على المكاره، وهذا ضد الذي خلق هلوعًا، إذا مسه الشر جزوعًا، وإذا مسه الخير منوعًا؛ فإنَّ ذاك ليس فيه سماحة عند النعمة، ولا صبر عند المصيبة).

## السماحة في تعاليم الدين الإسلامي نفسه
كما دعا الإسلام المسلمين إلى التحلي بخلق السَّمَاحَة، فإنَّ الإسلام دين السماحة، والسماحة من خلق الإسلام نفسه، فمن السَّمَاحَة عفو الله ومغفرته للمذنبين من عباده، وحلمه تبارك وتعالى على عباده، وتيسير الشريعة عليهم، وتخفيف التكاليف عنهم، ونهيهم عن الغلو في الدين، ونهيهم عن التشديد في الدين على عباد الله .
- *قال تعالى: «يُرِيدُ اللّهُ بِكُمُ الْيُسْرَ وَلاَ يُرِيدُ بِكُمُ الْعُسْرَ» [البقرة: 185] .
- *وقال: «مَا يُرِيدُ اللّهُ لِيَجْعَلَ عَلَيْكُم مِّنْ حَرَجٍ وَلَـكِن يُرِيدُ لِيُطَهَّرَكُمْ وَلِيُتِمَّ نِعْمَتَهُ عَلَيْكُمْ لَعَلَّكُمْ تَشْكُرُونَ» [المائدة: 6] .
- *وقال سبحانه: «يُرِيدُ اللّهُ أَن يُخَفِّفَ عَنكُمْ وَخُلِقَ الإِنسَانُ ضَعِيفًا» [النساء: 28] .
- *ونهى النَّبي عن التنطع والتَّشدد في الدين، فعن عبد الله بن مسعود  قال: قال رسول الله ﷺ : (هلك المتنطعون) قالها ثلاثًا.
- *وأمر ﷺ بالتخفيف على المسلمين ونهى عن التثقيل في أمور الدين فعن أبي مسعود ، قال: (أتى رجلٌ النَّبيَّ ﷺ، فقال: إني لأتأخر عن صلاة الغداة من أجل فلان مما يطيل بنا، قال: فما رأيت رسول الله ﷺ قط أشد غضبًا في موعظة منه يومئذ، قال: فقال: يا أيها النَّاس إنَّ منكم منفِّرين، فأيُّكم ما صلى بالنَّاس فليتجوَّزْ، فإنَّ فيهم المريض، والكبير، وذا الحاجة)
.
-* قال ﷺ : (إنَّ الدين يسر، ولن يشادَّ الدين أحد إلا غلبه، فسددوا وقاربوا وأبشروا، واستعينوا بالغدوة، والروحة، وشيء من الدلجة).
- *ودعا الرسول ﷺ على من يشق على المسلمين فقال : (اللهم من ولي من أمر أمتي شيئًا فشقَّ عليهم، فاشقق عليه، ومن ولي من أمر أمتي شيئًا فرفق بهم، فارفق به)
.

### سماحة الإسلام في التعامل مع غير المسلمين
فالإسلام لم تقتصر سماحته على المسلمين فحسب، بل شمل غير المسلمين، من اليهود والنصارى، والمشركين، حتى في حالة الحرب، فنهى الإسلام عن قتل الأطفال، والنساء، والشيوخ، والعجزة.
- فعن بريدة  قال: (كان رسول الله ﷺ إذا أمَّر أميرًا على جيش، أو سريَّة، أوصاه في خاصته بتقوى الله، ومن معه من المسلمين خيرًا، ثم قال: «اغزوا باسم الله، في سبيل الله، قاتلوا من كفر بالله، اغزوا ولا تغلوا، ولا تغدروا، ولا تمثلوا، ولا تقتلوا وليدًا، وإذا لقيت عدوَّك من المشركين فادعهم إلى ثلاث خصال -أو خلال-: فأيتهن ما أجابوك فاقبل منهم، وكفَّ عنهم، ثم ادعهم إلى الإسلام»).[17]
- وقال ﷺ: (إذا فتحتم مصر، فاستوصوا بالقبط خيرًا، فإن لهم ذمةً ورحمًا).[18]
- وذُبحت لعبد الله بن عمرو ، شاة في أهله، فلما جاء، قال: أهديتم لجارنا اليهودي؟ أهديتم لجارنا اليهودي؟ سمعت رسول الله ﷺ يقول: ((ما زال جبريل يوصيني بالجار حتى ظننت أنَّه سيورثه))
- في خلافة أبي بكر ، كتب خالد بن الوليد  في عقد الذمة لأهل الحيرة بالعراق -وكانوا من النصارى-: (وجعلت لهم أيما شيخ ضعف عن العمل، أو أصابته آفة من الآفات، أو كان غنيًّا فافتقر، وصار أهل دينه يتصدقون عليه، طَرحتُ جزيته، وعِيل من بيت مال المسلمين هو وعياله).[19]
- وأوصى عمر بن الخطاب  الخليفة من بعده بأهل الذمة أن يُوفَى لهم بعهدهم، وأن يقاتل من ورائهم وأن لا يكلفوا فوق طاقتهم.[20]
- وفي خلافة عمر بن عبد العزيز رحمه الله كتب إلى عدي بن أرطأة الفزاري: (وانظر من قبلك من أهل الذمة، قد كبرت سنه، وضعفت قوته، وولَّت عنه المكاسب، فأجر عليه من بيت مال المسلمين ما يصلحه).[21]

## السماحة في خُلق النبيﷺ
- من سماحته ﷺ قضاء حوائج النَّاس، فعن أنس بن مالك  قال: (إن كانت الأمة من إماء أهل المدينة لتأخذ بيد رسول الله ﷺ فتنطلق به حيث شاءت).[22]
- ومن سماحته ﷺ، تعامله مع الأعرابي الذي جذب رداءه بشدة؛ ليأمر له بعطاء، فعن أنس بن مالك  قال: (كنت أمشي مع رسول الله ﷺ وعليه برد نجراني غليظ الحاشية، فأدركه أعرابي، فجبذه بردائه جبذة شديدة، ورجع نبي الله ﷺ في نحر الأعرابي، حتى نظرت إلى صفحة عاتق رسول الله ﷺ، قد أثرت بها حاشية البرد من شدة جبذته، ثم قال: يا محمد مر لي من مال الله الذي عندك، فالتفت إليه رسول الله ﷺ، ثم ضحك، ثم أمر له بعطاء).[23]
- ويحكي أنس بن مالك  ما لاقاه من النَّبي ﷺ من حُسن المعاملة فيقول: ((خدمتُ النَّبي صلى الله عليه وسلم عشر سنين، فما قال لي: أف، ولا: لم صنعت؟ ولا: ألا صنعت؟)).[24]
- ومن سماحته ﷺ، عفوه عمن أراد قتله، فعن جابر بن عبد الله  أنَّه غزا مع النَّبي ﷺ قِبَلَ نجد، فلما قفل رسول الله ﷺ، قفل معهم فأدركتهم القائلة في واد كثير العضاة، فنزل رسول الله ﷺ وتفرق النَّاس يستظلون بالشجر، ونزل رسول الله ﷺ تحت سمرة، فعلق بها سيفه، ونمنا نومة، فإذا رسول الله ﷺ يدعونا، وإذا عنده أعرابي فقال: ((إن هذا اخترط عليَّ سيفي وأنا نائم، فاستيقظت وهو في يده صلتًا قال: من يمنعك مني؟ قلت: الله ثلاثًا، ولم يعاقبه وجلس)).[25]

## فوائد السماحة على الفرد والمجتمع
```
(يستطيع سمح النفس الهين اللين، أن يغنم في حياته أكبر قسط من السعادة وهناءة العيش؛ لأنه بخلقه هذا يتكيَّف مع الأوضاع الطبيعية والاجتماعية بسرعة، مهما كانت غير ملائمة لما يحب، ويستطيع أن يستقبل المقادير بالرضى والتسليم، مهما كانت مكروهة للنفوس، ويستطيع سمح النفس الهين اللين، أن يظفر بأكبر قسط من محبة النَّاس له، وثقة النَّاس به؛ لأنه يعاملهم بالسَّمَاحَة والبشر ولين الجانب، والتغاضي عن السيئات والنقائص، فإذا دعاه الواجب إلى تقديم النصح، كان في نصحه رفيقًا لـيِّنًا، سمحًا هيِّنًا، يسر بالنصيحة، ولا يريد الفضيحة، يسد الثغرات، ولا ينشر الزلَّات والعثرات، ويعامل النَّاس أيضًا بالسَّمَاحَة في الأمور المادية، فإذا باع كان سمحًا، وإذا اشترى كان سمحًا، وإذا أخذ كان سمحًا، وإذا أعطى كان سمحًا، وإذا قضى ما عليه كان سمحًا، وإذا اقتضى ما له كان سمحًا، ويجلب سمح النفس الخير الدنيوي بتسامحه؛ وذلك لأنَّ النَّاس يحبون المتسامح الهيِّن الليِّن، فيميلون إلى التعامل معه، فيكثر عليه الخير بكثرة محبيه والواثقين به، ويجلب رضى الله تعالى والخير الأخروي العظيم، ما ابتغى بسماحته رضوان الله عز وجل).
[
26
]
```

## كيفية اكتساب خُلُق السماحة
يكون ذلك بـ:
(التأمل في الترغيبات التي رغب الله بها الذين يتحلون بخلق السَّمَاحَة، والفوائد التي يجنونها في العاجلة والآجلة، والسعادة التي يظفرون بها في الحياة الدنيا والآخرة.
والتأمل في المحاذير التي حذَّر الله منها النكدين المتشدِّدين العسيرين، وما يجلبه لهم خلقهم وظواهره السلوكية، من مضار عاجلة وآجلة، ومتاعب وآلام كثيرة، وخسارة مادية ومعنوية).

## مظاهر السماحة وآثارها
هناك علامات ومظاهر للمتصفين بخلق السَّمَاحَة منها:
((1- طلاقة الوجه، واستقبال النَّاس بالبشر، ومشاركتهم بالسمع والفكر والقلب.
وطلق الوجه حسن البشر بالنَّاس، محبب إليهم، مألوف في نفوسهم، قريب إلى قلوبهم.
وقد حث الرسول ﷺ على هذه الظاهرة بقوله وعمله، فمن ذلك ما جاء عن جابر ، إذ قال: قال رسول الله ﷺ: ((كل معروف صدقة، وإنَّ من المعروف أن تلقى أخاك بوجه طلق، وأن تفرغ من دلوك في إناء أخيك)).
2- مبادرة النَّاس بالتحية والسلام والمصافحة وحسن المحادثة:
فمن كان سمح النفس بادر إلى هذه المحاسن، ووجودها في الإنسان طبيعية غير متكلَّفة، يدل على أنَّه سمح هيِّن ليِّن رقيق حاشية النفس، ألوف ودود لا فظ ولا غليظ.
3- حسن المصاحبة والمعاشرة والتغاضي وعدم التشدد في الأمور:
فمن كان سمح النفس، كان حسن المصاحبة لإخوانه، ولأهله، ولأولاده، ولخدمه، ولكل من يخالطه، ولكل من يرعاه.
وكان حسن المعاشرة خفيف المحاسبة والمؤاخذة، متغاضيًا عن المخالفات التي تتعلق به، لا يتشدد في الأمور، ولا يعظِّم الصغائر، بل يلتمس العذر لمن يقصر معه، أو لا يعطيه من الاحترام أو الخدمة حقه)).

## في واحة الشعر
قال الإمام الشافعي: